# Classification écologique des terres
La classification écologique des terres (ecological land classification en anglais) est définie comme étant un outil de management permettant de délimiter et de classer des aires écologiques distinctes en fonction de leur géologie, de leur relief, de leurs sols, de leur végétation, de leurs conditions climatiques, de leurs espèces sauvages, de leurs ressources en eau et de leur anthropisation.
De nombreuses tentatives de classification ont déjà été proposées, en particulier dans le cadre de la mise en place de systèmes de conservation. Une partie de la liste proposée ci-dessous est inspirée du système de zonage par écozone proposé par Miklos Udvardy dans le cadre du Programme sur l'homme et la biosphère, publié en 1975 et mis à jour en 1982.
Le système de classification des terres peut être utilisé pour planifier l'utilisation future des terres, ainsi que dans un objectif de prise de décision concernant la conservation.
Cette classification des terres peut être appliquée à différentes échelles selon une approche holistique.

## Classification des unités écologiques
| Environnement        | L'écozone (EZO)      | L'écoprovince (EPR)  | L'écorégion (ERE)                               | L'écodistrict (EDI)                                  | L'écosection (ESC)                                                 | L'écosite (en:ecoserie (ESR))                            | L'écotope (ETO)                                        | L'écoélément (EEL)                                     |
| -------------------- | -------------------- | -------------------- | ----------------------------------------------- | ---------------------------------------------------- | ------------------------------------------------------------------ | -------------------------------------------------------- | ------------------------------------------------------ | ------------------------------------------------------ |
| Superficie           | > 62.500 km²         | 2.500 à 62.500 km²   | 100 à 2.500 km²                                 | 625 à 10.000 ha                                      | 25 à 625 ha                                                        | 1.5 à 25 ha                                              | 0.25-1.5 ha                                            | < 0.25 ha (2500 m²)                                    |
| Caractéristiques     | Atmosphère, Géologie | Atmosphère, Géologie | Géologie, Hydrologies souterraine et de surface | Géologie, Hydrologies souterraine et de surface, Sol | Géologie, Hydrologies souterraine et de surface, Sol, Flore, Faune | Hydrologies souterraine et de surface, Sol, Flore, Faune | Hydrologie de surface, Sol, Flore, Faune               | Hydrologie de surface, Sol, Flore, Faune               |
| Aire biogéographique | Biosphère, Biome     | Biosphère, Biome     | Biome, Paysage                                  | Biome, Paysage, Écosystème                           | Biome, Paysage, Écosystème, Habitat (écologie)                     | Paysage, Écosystème, Habitat (écologie), Micro-habitat   | Paysage, Écosystème, Habitat (écologie), Micro-habitat | Paysage, Écosystème, Habitat (écologie), Micro-habitat |

Un concept crucial en matière de classification des terres, est que chacune des régions définies le reste pendant un certain temps, ou du moins, montre une évolution limitée et graduelle plutôt qu'importante et brutale. Cela signifie que le système est dans une sorte d'équilibre, relevant de processus d'homéostasie. La gestion des territoires cherche à établir une situation assez stable, ce qui évoque soit la conservation pure ou tout du moins la durabilité.

## Classification des aires biogéographiques
| Système écologique | Facteurs biotiques     | Facteurs abiotiques                              | Échelle             |
| ------------------ | ---------------------- | ------------------------------------------------ | ------------------- |
| Biosphère          |                        | Atmosphère, hydrosphère, lithosphère, cryosphère | Très grande échelle |
| Biome              | Physiocénose           | Physiotope                                       |                     |
| Paysage            | Physiocénose           | Physiotope                                       |                     |
| Écosystème         | Biocénose              | Biotope                                          | Petite échelle      |
| Habitat (écologie) | Communauté             | Facteurs physico-chimiques                       |                     |
| Micro-habitat      | Population (spécimens) | Facteurs physico-chimiques                       | Très petite échelle |